# Scott Haze
Scott Haze (ur. 1980/1981 w Dallas) – amerykański aktor, reżyser i producent filmowy.

## Życiorys
Urodził się w Dallas w Teksasie jako syn Sherry Haze. Od dziecka uwielbiał sport, grał w koszykówkę w liceum, a główną inspiracją był dla niego koszykarz Kobe Bryant. Od wczesnych lat cierpi na klaustrofobię. Ukończył	Stella Adler Studio of Acting w Nowym Jorku.
Znany ze swej wszechstronności i fizycznych przemian w swych rolach. W 2006 założył The Sherry Theatre w North Hollywood w Kalifornii. W 2013 znalazł się na liście „Variety” wśród 10 aktorów do obejrzenia. W 2014 wystąpił na scenie jako Richard Singer w sztuce Tumbledown z Jamesem Franco i Ally Sheedy.

## Filmografia
| Filmy fabularne | Filmy fabularne                                      | Filmy fabularne  | Filmy fabularne                 |
| Rok             | Tytuł                                                | Rola             | Reżyser                         |
| --------------- | ---------------------------------------------------- | ---------------- | ------------------------------- |
| 2007            | Śmierć na żywo (Live!)                               | Kafiya           | Bill Guttentag                  |
| 2013            | Kiedy umieram (As I Lay Dying)                       | Skeet McGowan    | James Franco                    |
| 2013            | Dziecię boże (Child of God)                          | Lester Ballard   | James Franco                    |
| 2014            | Wściekłość i wrzask (The Sound and the Fury)         | Jason Compson IV | James Franco                    |
| 2016            | Nocny uciekinier (Midnight Special)                  | Levi             | Jeff Nichols                    |
| 2016            | Między nami (Between Us)                             | Robert           | Rafael Palacio Illingworth      |
| 2016            | W niepewnym boju (In Dubious Battle)                 | Frank            | James Franco                    |
| 2017            | The Institute                                        | Gunther          | James Franco, Pamela Romanowsky |
| 2017            | Tylko dla odważnych (Only the Brave)                 | Clayton Whitted  | Joseph Kosinski                 |
| 2018            | Venom                                                | Roland Treece    | Ruben Fleischer                 |
| 2019            | Zeroville                                            | Charles          | James Franco                    |
| 2020            | Minari                                               | Billy            | Lee Isaac Chung                 |
| 2021            | Potężne sierotki (12 Mighty Orphans)                 | Rodney Kidd      | Ty Roberts                      |
| 2021            | Stary Henry (Old Henry)                              | Curry            | Potsy Ponciroli                 |
| 2021            | Wild Indian                                          | Ojciec Daniels   | Lyle Mitchell Corbine Jr.       |
| 2021            | Co widział Jozjasz (What Josiah Saw)                 | Thomas Graham    | Vincent Grashaw                 |
| 2021            | Poroże (Antlers)                                     | Frank Weaver     | Scott Cooper                    |
| 2022            | Jurassic World: Dominion                             | Rainn Delacourt  | Collin Trevorov                 |
| 2022            | Sound of Freedom. Dźwięk wolności (Sound of Freedom) | Chris            | Alejandro Monteverde            |